# TRAX (transport)
Pour les articles homonymes, voir Trax.
Le TRAX (trottoir roulant accéléré) est un projet de trottoir roulant rapide (12 km/h) élaboré par la société Alsthom et la RATP. 

## Historique
Un prototype de ce tapis roulant devait être installé à la station Invalides du métro de Paris dans les années 80 pour assurer la correspondance entre le métro et le RER C. Il fut testé en atelier à Nantes mais, en raison de coût élevé de mise en place, il ne fut jamais installé.
Un autre prototype de trottoir roulant rapide conçu par la CNIM fut expérimenté et mis en service à la station Montparnasse - Bienvenüe à partir de 2002 mais ce fut également un échec.

## Caractéristiques
Le TRAX avait une vitesse d'entrée et de sortie de 3 km/h et une vitesse maximale de 12 km/h. Il reposait sur une cinématique complexe de plaques se chevauchant mutuellement, et s'écartant ou se rapprochant respectivement en phase d'accélération ou de décélération. Contrairement au trottoir roulant rapide de la CNIM, il n'aurait pas nécessité un protocole d'entrée et de sortie spécifique de la part des usagers.
Le principe de fonctionnement du TRAX est proche du seul tapis accéléré en service opérationnel, celui de la jetée F de l'Aéroport international Pearson de Toronto mis en service en 2007.